# Laderas del Genil
Laderas del Genil (anteriormente conocida como Granada Sur-Oeste) es una indicación geográfica utilizada para designar los vinos de la zona vitícola española del suroeste de la provincia de Granada.
Esta indicación geográfica fue reglamentada en 2003 y modificada en junio de 2009, a raíz de la aprobación del reglamento del Vino de Calidad de Granada, cambiando su denominación a la actual.

## Variedades de uva
Son vinos elaborados con las variedades tintas: Garnacha Tinta, Pinot Noir, Syrah, Cabernet Sauvignon, Tempranillo, Merlot, Perruna, Petit Verdot, Monastrell, Cabernet Franc y Rome, y con las blancas: Vijiriego, Pedro Ximénez, Chardonnay, Moscatel de Alejandría, Palomino, Macabeo, Sauvignon Blanc, Viognier, Verdejo, Gewürztraminer y Riesling.

## Tipos de vino
- Blancos: con una graduación volumétrica natural mínima de 10º.
- Rosados: con una graduación volumétrica natural mínima de 10º.
- Tintos: jóvenes y envejecidos en barrica de roble con una graduación volumétrica natural mínima de 12º.

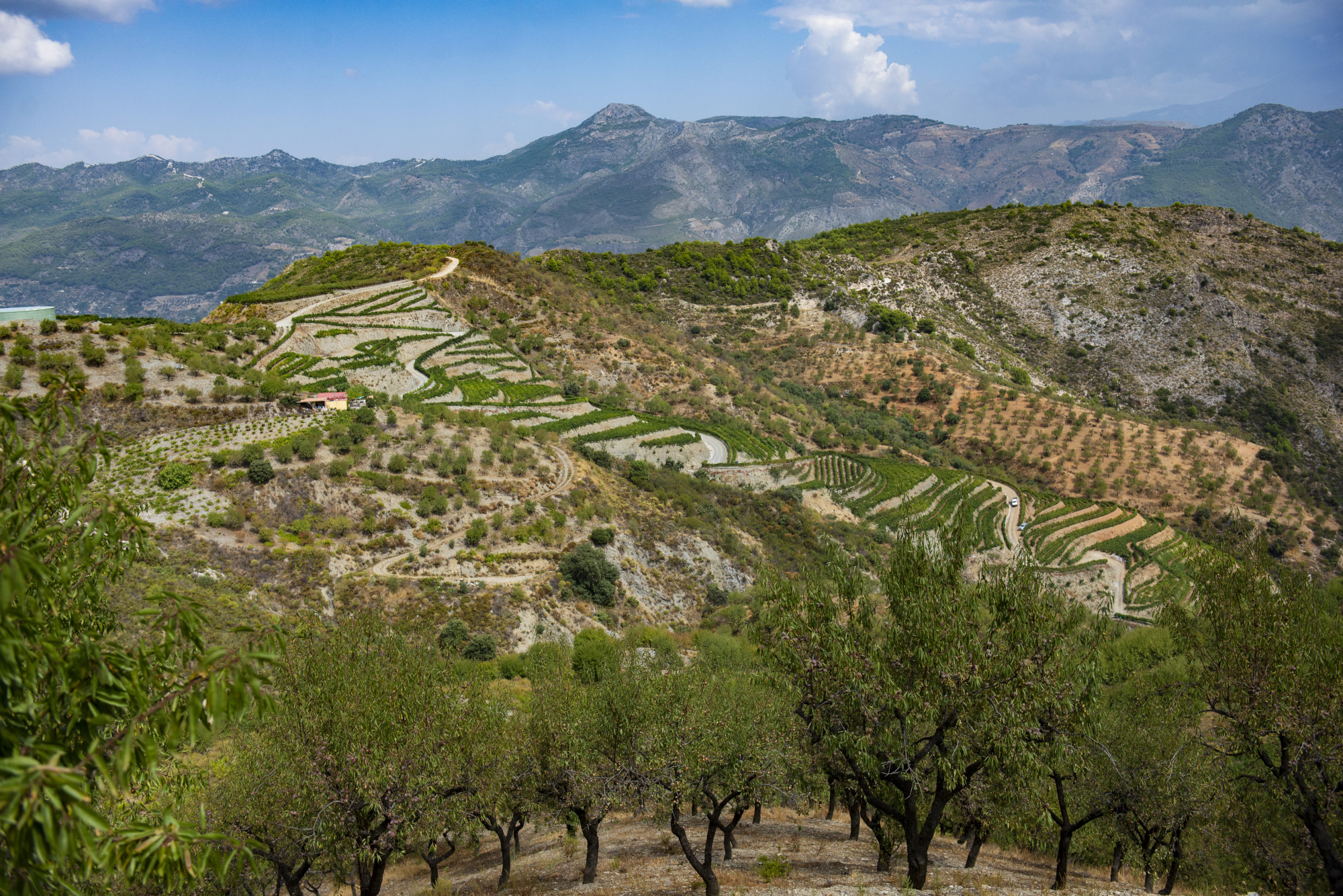
Viñedos en Jete.